# Polarisation dynamique nucléaire
 (décembre 2016).
Améliorez-le ou discutez des points à vérifier. 
 (mars 2011).
Si vous disposez d'ouvrages ou d'articles de référence ou si vous connaissez des sites web de qualité traitant du thème abordé ici, merci de compléter l'article en donnant les références utiles à sa vérifiabilité et en les liant à la section « Notes et références ».

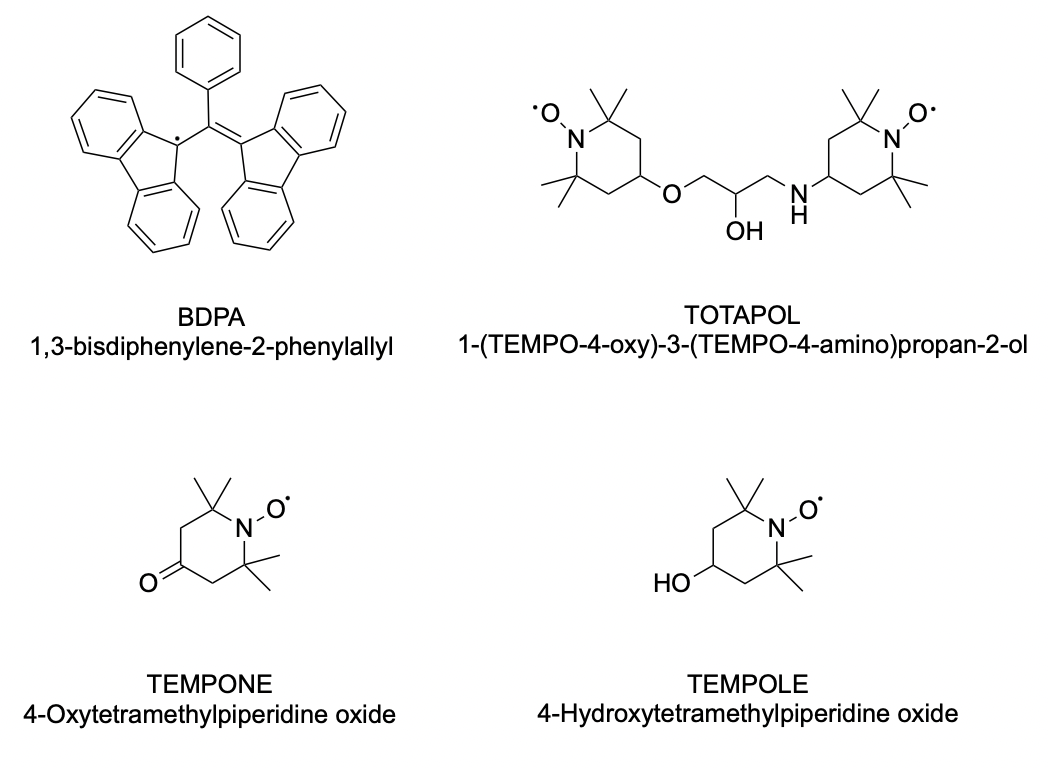
Agent polarisant communément utilisé dans une polarisation dynamique nucléaire.

La polarisation dynamique nucléaire, ou PDN (en anglais, dynamic nuclear polarisation ou DNP)  résulte du transfert de la polarisation du spin des électrons au noyau en alignant les spins nucléaires jusqu'à ce que les spins des électrons soit alignés. Notons que l'alignement des spins des électrons à un champ magnétique et température donnés est décrit par la distribution de Boltzmann à l'équilibre thermique. Il est encore possible que ces électrons soient alignés à un ordre plus important par d'autres préparations d'ordre de spin électronique comme : les réactions chimiques (PDN - induite chimiquement), pompage optique et injection de spin. La PDN est considérée comme une des techniques d'hyperpolarisation.
Lorsque la polarisation du spin électronique dévie de sa valeur à l'équilibre thermique, le transfert de polarisation entre électrons et noyau se déroule spontanément par relaxation croisée électron-noyau et/ou la contamination de spin entre électrons et noyau. Par exemple, le transfert de polarisation est spontané après une réaction chimique d'homolyse. D'un autre côté, quand le système de spin électronique est à l'équilibre thermique, le transfert de polarisation demande une irradiation micro-onde continuelle à une fréquence proche de la fréquence de résonance paramagnétique nucléaire. En particulier, les mécanismes de PDN induite par microonde sont catégorisés en l'effet Overhauser, l'effet solide, l'effet de croisement et le mélange thermique.
La PDN n'est pas un nouveau domaine scientifique. Les premières expériences PDN ont été faites dans les années 50 à des champs magnétiques faibles,. Jusqu'à récemment la technique l'applicabilité à la spectroscopie RMN à hautes fréquences était limitée à cause du manque de sources micro-ondes adaptées (Terahertz). Aujourd'hui ce genre de source est disponible ce qui rend la PDN une méthode indispensable spécialement dans le domaine de la détermination de structure par spectroscopie RMN à haute résolution,.

## Les mécanismes de la PDN

### L'effet Overhauser
La PDN a été réalisée en utilisant le concept de l'effet Overhauser qui correspond à la perturbation des populations du niveau de spin nucléaire pendant que les transition de spin électronique sont saturés par irradiation micro-onde. Cet effet est basé sur des interactions stochastiques entre un électron et un noyau. Le terme dynamique souligne la dépendance par rapport au temps et les interactions aléatoires dans ce processus de transfert de polarisation.
Le phénomène PDN a été prédit par Albert Overhauser en 1953. Il a attiré les critiques de Norman Ramsey, Félix Bloch et d'autres physiciens reconnus de l'époque qui la considéraient comme étant "thermodynamiquement improbable". La confirmation expérimentale par Carver et Slichter ainsi qu'une lettre d'excuse de Ramsey sont parvenues à Overhauser cette année-là.
La dite relaxation transverse, qui induit le phénomène PDN est causée par la modulation translationnelle et rotationnelle du couplage hyperfin électron-noyau. La théorie de ce processus est basée essentiellement sur la solution au second ordre dépendant du temps de l'équation de Neumann pour la Matrice de densité de spin dans le cadre de la théorie des perturbations.
Comme l'effet Overhauser se base sur les interactions dépendant du temps électron noyau, les autres mécanismes de polarisation se basent sur les interactions dépendant du temps électron-noyau et les interactions électron-électron.

### L'effet solide
L'effet solide a lieu lorsque l'inversion de spin mutuelle électron-noyau est induite par un rayonnement micro-onde. Le mécanisme de polarisation est optimal lorsque l'irradiation micro-onde est augmentée ou diminuée de la fréquence de Larmor du noyau par la fréquence de Larmor l'électron dans le système de deux spins en question. Le signe de la variation de la fréquence correspond au signe de l'amélioration PDN. Dès lors, pour éviter l'annulation entre l'amélioration PDN positive et négative, il faut que la largeur de bande du spectre RPE des électrons célibataires en question soit plus petite que la fréquence de Larmor nucléaire. Notons que le moment de transition de l'irradiation micro-onde résulte d'un effet au second ordre des interactions électron-noyau et donc demande une puissance micro-onde plus importante pour être visible, et son intensité est diminuée par l'augmentation du champ magnétique externe B0. Par conséquent, l'amélioration PDN provenant de l'effet solide dépend de B02.

### L'effet de croisement
Cet effet nécessite la présence de deux électrons célibataires comme source de haute polarisation. L'efficacité de la polarisation peut être améliorée en utilisant un écart de fréquence RPE optimisé (proche de la fréquence de Larmor nucléaire). Par conséquent, on utilise une intensité de rayonnement micro-onde moins importante que pour l'effet solide. En pratique on atteint la bonne différence de fréquence par l'intermédiaire d'espèces paramagnétiques orientés aléatoirement possédant un facteur de Landé anisotrope. Ceci dépend de la probabilité de trouver la différence de fréquence recherchée débutant par une raie RPE élargie dont la largeur est plus grande que la fréquence de Larmor nucléaire. Comme la largeur de raie est proportionnelle au champ magnétique B0, l'efficacité PDN (ou l'amélioration PDN) est proportionnelle à B0−1.

### Mélange thermique
Le mélange thermique est un phénomène d'échange d'énergie entre un ensemble de spin électronique et le spin nucléaire. On peut l'imaginer comme un processus utilisant plusieurs spin électroniques pour engendrer l'hyperpolarisation nucléaire. Notons que l'ensemble de spins électroniques se comporte comme une entité à cause des interactions inter-électroniques fortes. Ces interactions fortes conduisent à une raie RPE des espèces paramagnétiques élargie de façon homogène. La largeur de raie est optimisée pour le transfert de polarisation d'électrons à noyau, lorsqu'elle est proche de la fréquence de Larmor nucléaire. L'optimisation est reliée à un processus de trois spins intégrés (électron-électron-noyau) qui interchange mutuellement les trois spins couplés. Ce phénomène est majoritairement régit par les interactions Zeeman. À cause du composant inhomogène de la raie RPE, l'amélioration PDN due à ce mécanisme dépend de B0−1.